# 385号美国国道
385号美国国道（英語：U.S. Route 385）是85号美国国道的一条辅助线，全长1941公里)，北起南达科他州戴德伍德，南至德克萨斯州大彎曲國家公園。

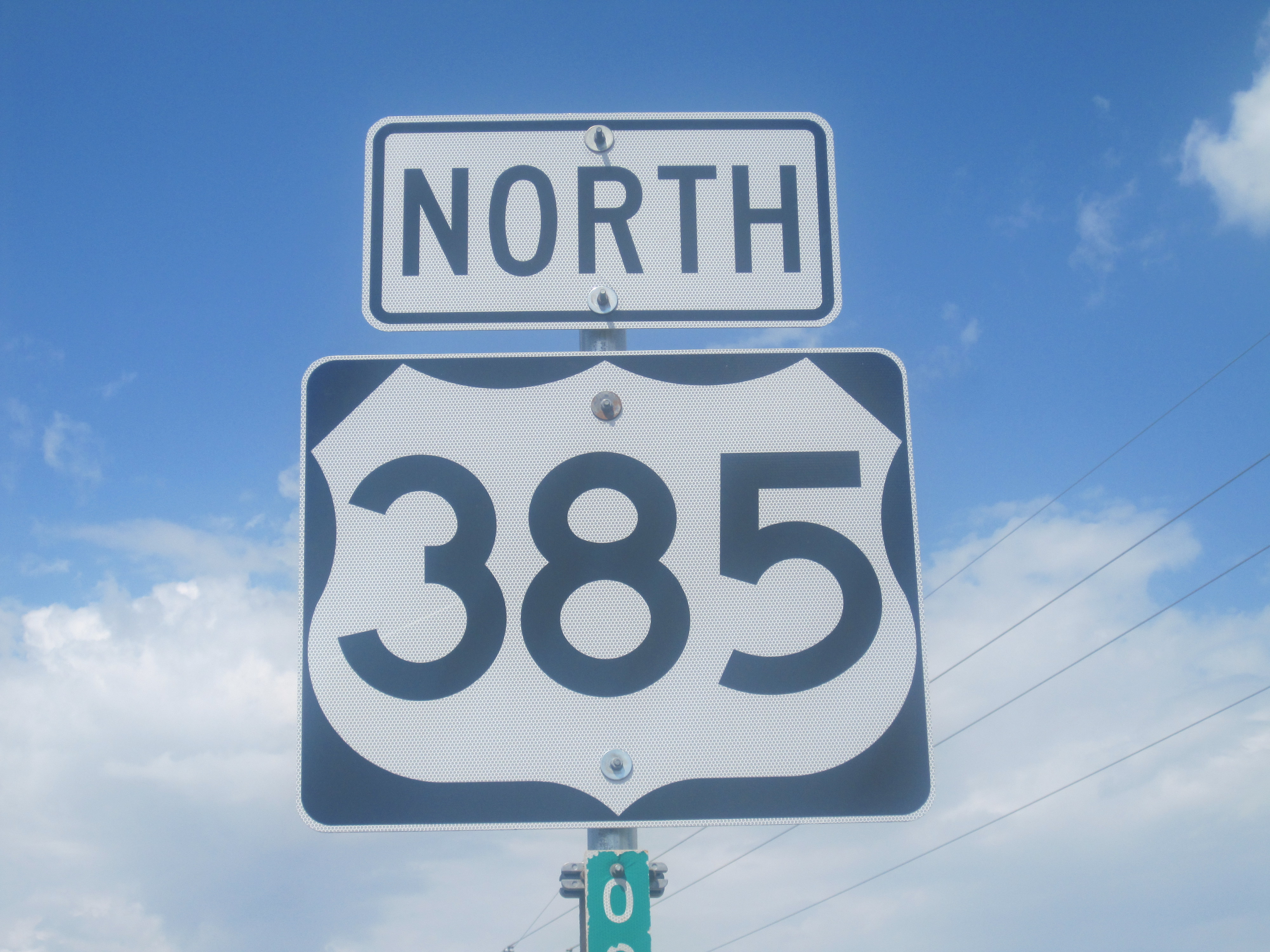
在德克萨斯州北部维加的385号美国国道路牌